# Anreade
Anreade é uma povoação portuguesa do Município de Resende que foi sede da extinta Freguesia de Anreade, freguesia que tinha 5,50 km² de área e 1 114 habitantes (2011), e, por isso, uma densidade populacional de 202,5 hab./km².
A Freguesia de Anreade foi extinta (agregada) pela última Reorganização administrativa do território das freguesias, de acordo com a Lei nº 11-A/2013 de 28 de Janeiro, tendo o seu território sido agregado ao da Freguesia de São Romão de Aregos para constituir a União de freguesias de Anreade e São Romão de Aregos com sede em Anreade.
Anreade foi vila e sede do antigo concelho de Aregos.

## População
| População da freguesia de Anreade | População da freguesia de Anreade | População da freguesia de Anreade | População da freguesia de Anreade | População da freguesia de Anreade | População da freguesia de Anreade | População da freguesia de Anreade | População da freguesia de Anreade | População da freguesia de Anreade | População da freguesia de Anreade | População da freguesia de Anreade | População da freguesia de Anreade | População da freguesia de Anreade | População da freguesia de Anreade | População da freguesia de Anreade |
| --------------------------------- | --------------------------------- | --------------------------------- | --------------------------------- | --------------------------------- | --------------------------------- | --------------------------------- | --------------------------------- | --------------------------------- | --------------------------------- | --------------------------------- | --------------------------------- | --------------------------------- | --------------------------------- | --------------------------------- |
| 1864                              | 1878                              | 1890                              | 1900                              | 1911                              | 1920                              | 1930                              | 1940                              | 1950                              | 1960                              | 1970                              | 1981                              | 1991                              | 2001                              | 2011                              |
| 1 332                             | 1 402                             | 1 327                             | 1 430                             | 1 507                             | 1 564                             | 1 736                             | 1 697                             | 1 612                             | 1 458                             | 1 128                             | 1 078                             | 1 134                             | 1 168                             | 1 114                             |

| Distribuição da População por Grupos Etários | Distribuição da População por Grupos Etários | Distribuição da População por Grupos Etários | Distribuição da População por Grupos Etários | Distribuição da População por Grupos Etários | Distribuição da População por Grupos Etários | Distribuição da População por Grupos Etários | Distribuição da População por Grupos Etários | Distribuição da População por Grupos Etários | Distribuição da População por Grupos Etários |
| -------------------------------------------- | -------------------------------------------- | -------------------------------------------- | -------------------------------------------- | -------------------------------------------- | -------------------------------------------- | -------------------------------------------- | -------------------------------------------- | -------------------------------------------- | -------------------------------------------- |
| Ano                                          | 0-14 Anos                                    | 15-24 Anos                                   | 25-64 Anos                                   | > 65 Anos                                    |                                              | 0-14 Anos                                    | 15-24 Anos                                   | 25-64 Anos                                   | > 65 Anos                                    |
| 2001                                         | 244                                          | 162                                          | 572                                          | 190                                          |                                              | 20,9%                                        | 13,9%                                        | 49,0%                                        | 16,3%                                        |
| 2011                                         | 194                                          | 161                                          | 579                                          | 180                                          |                                              | 17,4%                                        | 14,5%                                        | 52,0%                                        | 16,2%                                        |

Média do País no censo de 2001:  0/14 Anos-16,0%; 15/24 Anos-14,3%; 25/64 Anos-53,4%; 65 e mais Anos-16,4%

## Património
- Igreja de Anreade;
- Capela do Cemitério;
- Capela de São Pedro.